# جون ويتفيلد (موزع)
جون ويتفيلد (بالإنجليزية: John Whitfield)‏ هو موزع بريطاني، ولد في 21 مارس 1957.

## وصلات خارجية
- جون ويتفيلد على موقع ميوزك برينز (الإنجليزية)
- جون ويتفيلد على موقع ديسكوغز (الإنجليزية)